# Xianxian
Pour les articles homonymes, voir Xian.
Xianxian (chinois simplifié : 献县 ; chinois traditionnel : 獻縣 ; pinyin : xiàn xiàn) est un district administratif de la province du Hebei en Chine. Il est placé sous la juridiction de la ville-préfecture de Cangzhou.

## Démographie
La population du district était de 541 193 habitants en 1999.

## Autres
Le comté de Xianxian compte sous sa juridiction 9 villes (个镇), 8 cantons (个乡) et 1 canton ethnique (个民族乡).

Les œuvres de Léon Wieger (1856-1933), jésuite et traducteur, sont datées de 獻縣 Hien-hien (Ho-kien-fou) où se trouvait l'imprimerie qui a édité la plupart de ses ouvrages, dépendant alors du Diocèse de Sienhsien.